# Bahnstrecke Långsele–Västeraspby
| Bei Sollefteå (2006) | |                                                                |                                                        |
| Streckenlänge: | 46,86 km                                                                                            |                                                                |                                                        |
| Spurweite: | 1435 mm (Normalspur)                                                                                |                                                                |                                                        |
| Stromsystem: | 15 kV 16 2/3 Hz ~                                                                                   |                                                                |                                                        |
| Maximale Neigung: | 16 ‰                                                                                                |                                                                |                                                        |
| Streckengeschwindigkeit: | Bandel 238: (Västeraspby)–Nyland (stillgelegt):149 Bandel 232: (Västeraspby)–(Långsele) 70:143 km/h |                                                                |                                                        |
| | |                                                                |                                                        |
| \| \| \| Stambanan genom övre Norrland von Bräcke \| \| \| \| 530,250 \| Långsele \| 104 m ö.h. \| \| \| \| Stambanan genom övre Norrland nach Vännäs \| \| \| \| 529,10 \| Haltepunkt (1961–28. Mai 1967, nur Schüler) \| Haltepunkt (1961–28. Mai 1967, nur Schüler) \| \| \| 5290 \| Hjälta kraftverk (1945–1961) \| 96 m ö.h. \| \| \| 528,80 \| Nässeforsen (?–28. Mai 1967, nur Schienenbus) \| 97 m ö.h. \| \| \| 525,943 \| Hjälta (1888 als Bhf. Hjelta, dann Hst bis 29. Mai 1960) \| 86 m ö.h. \| \| \| 525,30 \| Blockstelle (1956–31. Mai 1959, zu Hjältakrossen) \| 79 m ö.h. \| \| \| 524,70 \| Hjältaforsen (1939–28. Mai 1967, nur Schüler) \| 76 m ö.h. \| \| \| 523,30 \| Hjältakrossen (1956–1. April 1972) \| 80 m ö.h. \| \| \| 523,20 \| Lerkällan (1951 als Bhf., Hst 1963, bis 28. Mai 1967) \| 73 m ö.h. \| \| \| 521,40 \| Granvåg (1936–28. Mai 1967) \| 65 m ö.h. \| \| \| 518,80 \| Skärvsta (1959–1960) \| 39 m ö.h. \| \| \| 518,60 \| Signalplatz (Blockstelle) (1953–31. Mai 1959) \| 37 m ö.h. \| \| \| 518,40 \| Haltepunkt (1963–28. Mai 1967, nur Schüler) \| 35 m ö.h. \| \| \| \| Riksväg 90 \| \| \| \| 516,732 \| Sollefteå (früher Personenhalt) \| 27 m ö.h. \| \| \| \| Hafenanschluss Djupön \| \| \| \| 515,20 \| Zugfolgestelle (südgehend) (1958–31. Mai 1959) \| Zugfolgestelle (südgehend) (1958–31. Mai 1959) \| \| \| 514,70 \| Zugfolgestelle (nordgehend) (1958–31. Mai 1959) \| Zugfolgestelle (nordgehend) (1958–31. Mai 1959) \| \| \| 513,897 \| Övergård (Sollefteå läger, 18. Mai 1899–1913; Öfvergård, \| 48 m ö.h. \| \| \| \| 1913 als Bhf bis 1932, 28. Mai 1967–13. Juni 1993) \| \| \| \| 510,20 \| Multrå (bis 1932 und ab 9. Juni 1947 bis \| 46 m ö.h. \| \| \| \| 28. Mai 1967 Bhf., Hst. von 1932 bis 1947) \| \| \| \| 503,420 \| Gårdnäs (Hst. bis 11. Okt. 1896, Bhf. ab 1928 \| 30 m ö.h. \| \| \| \| bis 22. Mai 1966) \| \| \| \| 500,60 \| Kläpp (1900–1917) \| Kläpp (1900–1917) \| \| \| 499,90 \| Kläpp (1894–1899) \| Kläpp (1894–1899) \| \| \| 498,449 \| Lökom (Hst, Bhf. 19. Juli 1894–28. Mai 1967) \| 23 m ö.h. \| \| \| 494,00 \| Skadom (Macked 1927–1950, bis 31. Mai 1959) \| 9 m ö.h. \| \| \| 490,60 \| Fanom (3. Juni 1894–31. Mai 1964) \| 36 m ö.h. \| \| \| 485,458 \| Prästmon (Hst, Bhf. 11. Okt. 1896–1994, Hst bis 17. Juni 2001) \| 9 m ö.h. \| \| \| \| Botniabanan von Umeå C \| \| \| \| 483,390 \| Västeraspby (ab 16. Nov. 2005) \| 10 m ö.h. \| \| \| \| Botniabanan nach Sundsvall \| \| \| \| 481,10 \| Aspby (Viksbäcken 1. Juni 1897–1932, bis 31. Mai 1964) \| Aspby (Viksbäcken 1. Juni 1897–1932, bis 31. Mai 1964) \| \| \| 477,878 \| Hammar (1940–1. Juni 1958) \| Hammar (1940–1. Juni 1958) \| \| \| 475,50 \| Hammar (1970–18. Juni 2006) \| Hammar (1970–18. Juni 2006) \| \| \| \| Hafenanschluss Nyland \| \| \| \| 476,579 \| Nyland (Bhf bis 17. Juni 2001, GV bis 18. Juni 2006) \| 8 m ö.h. \| \| \| \| Ådalsbanan nach Kramfors \| \| \| \| \| \| \| \| Quellen: [2] \| \| \| \| | |                                                                |                                                        |
| Strecke | | Stambanan genom övre Norrland von Bräcke                       | Stambanan genom övre Norrland von Bräcke               |
| Bahnhof | 530,250                                                                                             | Långsele                                                       | 104 m ö.h.                                             |
| Abzweig geradeaus und nach links | | Stambanan genom övre Norrland nach Vännäs                      | Stambanan genom övre Norrland nach Vännäs              |
| ehemaliger Haltepunkt / Haltestelle | 529,10                                                                                              | Haltepunkt (1961–28. Mai 1967, nur Schüler)                    | Haltepunkt (1961–28. Mai 1967, nur Schüler)            |
| ehemaliger Bahnhof | 5290                                                                                                | Hjälta kraftverk (1945–1961)                                   | 96 m ö.h.                                              |
| ehemaliger Haltepunkt / Haltestelle | 528,80                                                                                              | Nässeforsen (?–28. Mai 1967, nur Schienenbus)                  | 97 m ö.h.                                              |
| ehemaliger Haltepunkt / Haltestelle | 525,943                                                                                             | Hjälta (1888 als Bhf. Hjelta, dann Hst bis 29. Mai 1960)       | 86 m ö.h.                                              |
| ehemalige Blockstelle | 525,30                                                                                              | Blockstelle (1956–31. Mai 1959, zu Hjältakrossen)              | 79 m ö.h.                                              |
| ehemaliger Haltepunkt / Haltestelle | 524,70                                                                                              | Hjältaforsen (1939–28. Mai 1967, nur Schüler)                  | 76 m ö.h.                                              |
| ehemalige Blockstelle | 523,30                                                                                              | Hjältakrossen (1956–1. April 1972)                             | 80 m ö.h.                                              |
| ehemaliger Bahnhof | 523,20                                                                                              | Lerkällan (1951 als Bhf., Hst 1963, bis 28. Mai 1967)          | 73 m ö.h.                                              |
| ehemaliger Haltepunkt / Haltestelle | 521,40                                                                                              | Granvåg (1936–28. Mai 1967)                                    | 65 m ö.h.                                              |
| ehemaliger Haltepunkt / Haltestelle | 518,80                                                                                              | Skärvsta (1959–1960)                                           | 39 m ö.h.                                              |
| ehemalige Blockstelle | 518,60                                                                                              | Signalplatz (Blockstelle) (1953–31. Mai 1959)                  | 37 m ö.h.                                              |
| ehemaliger Haltepunkt / Haltestelle | 518,40                                                                                              | Haltepunkt (1963–28. Mai 1967, nur Schüler)                    | 35 m ö.h.                                              |
| Strecke mit Straßenbrücke | | Riksväg 90                                                     | Riksväg 90                                             |
| Dienststation / Betriebs- oder Güterbahnhof | 516,732                                                                                             | Sollefteå (früher Personenhalt)                                | 27 m ö.h.                                              |
| Abzweig geradeaus und ehemals nach links | | Hafenanschluss Djupön                                          | Hafenanschluss Djupön                                  |
| ehemalige Blockstelle | 515,20                                                                                              | Zugfolgestelle (südgehend) (1958–31. Mai 1959)                 | Zugfolgestelle (südgehend) (1958–31. Mai 1959)         |
| ehemalige Blockstelle | 514,70                                                                                              | Zugfolgestelle (nordgehend) (1958–31. Mai 1959)                | Zugfolgestelle (nordgehend) (1958–31. Mai 1959)        |
| Blockstelle | 513,897                                                                                             | Övergård (Sollefteå läger, 18. Mai 1899–1913; Öfvergård,       | 48 m ö.h.                                              |
| Strecke | | 1913 als Bhf bis 1932, 28. Mai 1967–13. Juni 1993)             | 1913 als Bhf bis 1932, 28. Mai 1967–13. Juni 1993)     |
| ehemaliger Bahnhof | 510,20                                                                                              | Multrå (bis 1932 und ab 9. Juni 1947 bis                       | 46 m ö.h.                                              |
| Strecke | | 28. Mai 1967 Bhf., Hst. von 1932 bis 1947)                     | 28. Mai 1967 Bhf., Hst. von 1932 bis 1947)             |
| ehemaliger Bahnhof | 503,420                                                                                             | Gårdnäs (Hst. bis 11. Okt. 1896, Bhf. ab 1928                  | 30 m ö.h.                                              |
| Strecke | | bis 22. Mai 1966)                                              | bis 22. Mai 1966)                                      |
| ehemalige Blockstelle | 500,60                                                                                              | Kläpp (1900–1917)                                              | Kläpp (1900–1917)                                      |
| ehemaliger Haltepunkt / Haltestelle | 499,90                                                                                              | Kläpp (1894–1899)                                              | Kläpp (1894–1899)                                      |
| Blockstelle | 498,449                                                                                             | Lökom (Hst, Bhf. 19. Juli 1894–28. Mai 1967)                   | 23 m ö.h.                                              |
| ehemaliger Haltepunkt / Haltestelle | 494,00                                                                                              | Skadom (Macked 1927–1950, bis 31. Mai 1959)                    | 9 m ö.h.                                               |
| ehemaliger Haltepunkt / Haltestelle | 490,60                                                                                              | Fanom (3. Juni 1894–31. Mai 1964)                              | 36 m ö.h.                                              |
| Blockstelle | 485,458                                                                                             | Prästmon (Hst, Bhf. 11. Okt. 1896–1994, Hst bis 17. Juni 2001) | 9 m ö.h.                                               |
| Abzweig geradeaus, ehemals nach links und von links | | Botniabanan von Umeå C                                         | Botniabanan von Umeå C                                 |
| Bahnhof | 483,390                                                                                             | Västeraspby (ab 16. Nov. 2005)                                 | 10 m ö.h.                                              |
| Abzweig ehemals geradeaus und nach rechts | | Botniabanan nach Sundsvall                                     | Botniabanan nach Sundsvall                             |
| Haltepunkt / Haltestelle (Strecke außer Betrieb) | 481,10                                                                                              | Aspby (Viksbäcken 1. Juni 1897–1932, bis 31. Mai 1964)         | Aspby (Viksbäcken 1. Juni 1897–1932, bis 31. Mai 1964) |
| Haltepunkt / Haltestelle (Strecke außer Betrieb) | 477,878                                                                                             | Hammar (1940–1. Juni 1958)                                     | Hammar (1940–1. Juni 1958)                             |
| Abzweig geradeaus und von links (Strecke außer Betrieb) | 475,50                                                                                              | Hammar (1970–18. Juni 2006)                                    | Hammar (1970–18. Juni 2006)                            |
| Abzweig geradeaus und nach links (Strecke außer Betrieb) | | Hafenanschluss Nyland                                          | Hafenanschluss Nyland                                  |
| Bahnhof (Strecke außer Betrieb) | 476,579                                                                                             | Nyland (Bhf bis 17. Juni 2001, GV bis 18. Juni 2006)           | 8 m ö.h.                                               |
| Strecke (außer Betrieb) | | Ådalsbanan nach Kramfors                                       | Ådalsbanan nach Kramfors                               |
| | |                                                                |                                                        |
| Quellen: | |                                                                |                                                        |

Die Bahnstrecke Långsele–Västeraspby ist eine eingleisige, elektrifizierte schwedische Bahnstrecke. Sie ist ein Teil der Ådalsbana, die von Sundsvall über Härnösand und Sollefteå nach Långsele führt.

## Geschichte
Die schwedischen Staatsbahnen Statens Järnvägar (SJ) eröffneten als Teil- und Nebenstrecke der Stambana genom övre Norrland am 1. Oktober 1886 den 50 Kilometer langen Streckenabschnitt zwischen Ragunda und Långsele sowie die 14 Kilometer lange Bahnstrecke Långsele–Sollefteå.
Am 12. Dezember 1893 konnte Härnösand-Sollefteå järnvägaktiebolag (HdSJ) die Verbindung in Richtung Sundsvall herstellen. Am 26. Juni 1931 beantragte die HdSJ den Staat, die Gesellschaft zu übernehmen, da ihre Schulden hoch waren und kein Kredit mehr gewährt wurde. Im März 1932 beantragte Kunglig Majestät beim Reichstag die Übernahme. Am 29. April 1932 stimmte der Reichstag dieser Bitte zu. Am 28./29. Juni 1932 wurde der Übernahmevertrag zwischen der HdSJ und Järnvägsstyrelsen verhandelt und die Strecke dem vierten Bezirk der Staatsbahnen zugeteilt. Die Staatsbahnen erhielten einen Zuschuss von 240.000 Kronen zur Verbesserung der Infrastruktur. Alle fest angestellten Mitarbeiter der HdSJ erhielten ein Angebot, in den staatlichen Dienst zu wechseln. Am 1. Juli 1932 übernahm der Staat die HdSJ.
Bereits 1939 wurde die Strecke elektrifiziert.
Zu weiteren Veränderungen kam es mit dem Bau der Botniabana. Hierbei entstand der neue Bahnhof Västeraspby mit Anschluss an den Höga Kusten Airport.
Der Abschnitt (Västeraspby)–Nyland wurde am 17. Februar 2020 stillgelegt.:149

## Ausbau
Unabhängig von der in der Järnvägsnätsbeskrivning 2021 für den Bandel 232 aufgeführten Höchstgeschwindigkeit von 70 km/h ist diese seit 2020 wegen baulicher Mängel auf 40 km/h beschränkt. Es ist geplant, die Strecke zwischen Långsele und Västeraspby auszubauen, um sie als Umleitungsstrecke nutzen zu können. Die Sanierung umfasst die Sicherung des Bahndammes, den Austausch von Weichen, Gleisen und Oberleitungen sowie den Umbau mehrere Bahnübergänge. Nach der Sanierung soll die Höchstgeschwindigkeit 80 km/h betragen. Der geplante Baubeginn ist 2020/2021.